# Harry Mummery
Harold Mummery (* 25. August 1889 in Chicago, Illinois; † 12. September 1945 in Brandon, Manitoba) war ein US-amerikanischer Eishockeyspieler, der während seiner aktiven Karriere zwischen 1912 und 1923 unter anderem 108 Spiele für die Toronto Arenas, Quebec Bulldogs, Canadiens de Montréal und Hamilton Tigers in der National Hockey League auf der Position des Verteidigers bestritten hat. In Diensten der Quebec Bulldogs im Jahr 1913 und der Toronto Arenas fünf Jahre später gewann er insgesamt zweimal den Stanley Cup. Mummery war zu seiner aktiven Zeit mit 100 Kilogramm und mehr Körpergewicht der bis dahin schwerste Spieler der National Hockey Association und National Hockey League. Zudem bestritt er als etatmäßiger Feldspieler insgesamt vier Spiele als Torwart zu einer Zeit, als die Mannschaften noch keine Ersatztorhüter beschäftigen. Dadurch ist er der Feldspieler mit den meisten Einsätzen als Torwart in der NHL-Geschichte.

## Karriere
Mummery wurde in Chicago im US-Bundesstaat Illinois geboren, zog mit seiner Familie aber alsbald ins kanadische Brandon in der Provinz Manitoba. Dort spielte der stämmige Verteidiger zwischen 1907 und 1912 für zahlreiche Teams in Manitoba, dem nördlichen Teil Ontarios und in Saskatchewan.
Zur Saison 1912/13 schloss sich Mummery dem amtierenden Stanley-Cup-Sieger Quebec Bulldogs aus der National Hockey Association an. Mit der Unterstützung des Abwehrspielers verteidigten die Bulldogs den Titel. Mummery blieb die folgenden Jahre bis 1916 bei den Quebec Bulldogs, ehe er ligaintern zu den Canadiens de Montréal wechselte. Dort verbrachte er die letzte Spielzeit der Liga, bevor sie sich auflöste. Im Stanley-Cup-Finale scheiterten die Canadiens an den Seattle Metropolitans.
Nach der Auflösung der NHA und der damit verbundenen Gründung der National Hockey League erhielten die Bulldogs ihren einstigen Spieler zunächst zurück. Da sie sich aus finanziellen Gründen aber gegen eine Teilnahme an der ersten NHL-Saison entschieden, erhielten die Toronto Arenas mittels eines Dispersal Drafts den Verteidiger. Mummery knüpfte in Toronto an seine erfolgreichen Zeiten an und gewann mit dem Team seinen zweiten Stanley Cup. Vor der Spielzeit 1919/20 kehrte er schließlich zu den Quebec Bulldogs zurück, die nun am Spielbetrieb teilnahmen und so ihren Ex-Akteur zurück erhielten. Bei den Bulldogs absolvierte der ansonsten als Feuerwehrmann bei der Canadian Pacific Railroad beschäftigte Mummery seine bis dato beste Spielzeit mit 18 Punkten in 24 Spielen. Aufgrund seines kräftigen Schlagschusses waren darunter neun Tore. Zudem bestritt er drei Partien als Torwart der Bulldogs, da die etatmäßigen Frank Brophy und Howie Lockhart nicht einsatzfähig waren.
Vor der Saison 1920/21 wurde das Franchise der Quebec Bulldogs nach Hamilton umgesiedelt und in Hamilton Tigers umbenannt. Mummery blieb dem Team treu, wurde aber ohne einen einzigen Einsatz im November 1920 zurück zu den Canadiens de Montréal transferiert. Mit ihm wechselten auch Jack McDonald und Dave Ritchie das Team, während Jack Coughlin, George Prodgers und Joe Matte sowie auf Leihbasis auch Billy Coutu nach Hamilton kamen. Bei den Canadiens konnte Mummery in der Spielzeit 1920/21 seine Offensivwerte mit 20 Punkten in 24 Begegnungen noch einmal steigern. Dennoch trennten sich die Canadiens im November 1921 ein weiteres Mal von ihm. Mit Amos Arbour kehrte er zu den Hamilton Tigers zurück, während sich Montréal die Dienste von Sprague Cleghorn sicherte.
Mummery blieb bis zum Februar 1923 in Hamilton, wo er wie schon in Quebec einmal aushilfsweise das Tor hütete, ehe er gegen eine Geldsumme zu den Saskatoon Crescents in die Western Canada Hockey League abgegeben wurde. Dort beendete er nach der Saison 1922/23 seine Karriere. Er verstarb am 12. September 1945 im Alter von 56 Jahren in seiner Wahlheimat Brandon.

## Erfolge und Auszeichnungen
- 1913 O’Brien-Trophy-Gewinn mit den Quebec Bulldogs
- 1913 Stanley-Cup-Gewinn mit den Quebec Bulldogs
- 1917 O’Brien-Trophy-Gewinn mit den Canadiens de Montréal
- 1918 O’Brien-Trophy-Gewinn mit den Toronto Arenas
- 1918 Stanley-Cup-Gewinn mit den Toronto Arenas